# Оман (село)
Вижте пояснителната страница за други значения на Оман.
Оман е село в Югоизточна България. То се намира в община Болярово, област Ямбол. До 1934 година името на селото е Омана .

## География
Село Оман се намира на 22 км на североизток от общинския център град Болярово.

## История
Първите заселници и основатели на селото, са преселници и бегълци от несъществуващото вече в близост селце Паракьой, намирало се в землището на днешните Голямо Крушево, Денница и Оман. Поради честите нападения по време на кърджалийското движение, грабежите и палежите на къщите им, хората потърсили спасение в долчинка където преминавала река. Преселник от Паракьой, дядо Въльо е и основател на днешно Болярово (в миналото Пашакьой). Името на селото произхожда от името на билката Оман. Основният поминък преди и сега е земеделието и животновъдството.

## Личности
Един от основните български родове, основатели на селото Оман е родът Бакалски. С течение на времето се преобразувал във фамилията Бакалови. Тодор Бакалски е един от най-старите помнени хора в селото. Небезизвестните негови наследници Вълко Бакалов и неговият син Тодор Бакалов съживяват традициите на Българските обичаи в селото.
Друга известна личност от селото е отец Петър Русков Събев. Той е роден на 20 март 1907 г. в с. Оман, Елховско. Завършил е свещеническото училище в Черепиш през 1931 г. През 1930 г. се венчава за Тотка Георгиева, с която имат две деца: Русчу и Иван. Ръкоположен е за свещеник на 15 февруари 1932 г. в храм „Св. Богородица“ в град Сливен. Отец Петър е служил като певец в храм „Св. Николай“ в град Ямбол, а през 1932 и 1933 г. като свещеник в родното си село Оман. След това е преместен в с. Първенец, Ямболско и служи там до арестуването си през есента на 1944 г., след което изчезва. До днес никой не знае, къде е лобното му място, нито точните обстоятелства, при които е загинал. Родът на отец Петър Русков по бащина линия е от село Жеравна и има родство с писателя Йордан Йовков. Бащата на свещеника се мести в Странджанското село поради бедност. Семейството е с пет деца: четирима братя и една сестра. Трима от братята стават свещеници, единият учител. Братът на отец Петър, отец Константин Русков, също свещеник е репресиран от комунистическия режим. Лежал е 10 години в Сливенския затвор, по скалъпени и измислени показания на лъжливи свидетели.

## Културни и природни забележителности

### Крепост Калето
Късноантичната и средновековна крепост „Калето“ се намира в местността „Големия шираф“, на 3,37 км северозападно по права линия от центъра на село Оман. Мястото, на което е изградена крепостта, е стратегически добре подбрано. От север минава река Черкезка, от запад – друга малка река, от изток – суходолие. Крепостния зид, във формата на подкова е заграждал пространство от 5 – 6 дка. Градежът е от ломени камъни, споени с бял хоросан. Намират се и парчета хоросан, примесен с едро счукана керемида. Крепостната стена е широка 1,8 метра. Останки от нея се срещат в северната и югозападната част на крепостта. На североизточния и югоизточния ъгъл се виждат останки от квадратни кули. Теренът e обрасъл с дървета и храсти.
Местоположение – Надморска височина: 191 m GPS координати: 42°17’27” С.Ш. и 26°53’59” И.Д.